# Friedolsheim
Friedolsheim es una comuna francesa situada en la circunscripción administrativa de Bajo Rin y, después del 1° de enero de 2021, en el territorio de la Colectividad Europea de Alsacia, en la región de Gran Este. Tiene una población, en 2018, de 247 habitantes.
Forma parte de la región histórica y cultural de Alsacia.